# Ostružná (okres Jeseník)
Ostružná (před rokem 1918 Spornava, Špornava, německy Spornhau) je obec rozkládající se po obou stranách moravsko-slezské hranice, která se nachází v okrese Jeseník v Olomouckém kraji. Žije zde 188 obyvatel.

## Poloha
Obec Ostružná sousedí na severozápadě s Polskem (gmina Stronie Śląskie), na západě s městem Staré Město a obcí Branná, na jihu s obcí Jindřichov a na severovýchodě s obcemi Bělá pod Pradědem a Lipová-lázně. Od okresního města Jeseník je vzdálena 11 km a od krajského města Olomouc 67,5 km.
Geomorfologicky patří Ostružná k provincii Česká vysočina, subprovincii krkonošsko-jesenické (sudetské), oblasti jesenické (východosudetské), na rozhraní geomorfologického celku Rychlebské hory (podcelek Hornolipovská hornatina) a geomorfologického celku Hrubý Jeseník (podcelek Keprnická hornatina). Nejvyšším vrcholem v severní části patřící k Rychlebským horám je Smrk (1127 m n. m.), dále též Travná hora (1124 m n. m.), Klín (983 m n. m.), Ostružník (952 m n. m.), na jižní, hrubojesenické straně je to Keprník (1423 m n. m.), dále např. Šerák (1351 m n. m.), Mračná hora (1272 m n. m.), Černava (1103 m n. m.).
Území Ostružné patří do povodí Dunaje, resp. Moravy. Ostružnou i Petříkovem protéká říčka Branná pramenící pod horou Smrk. Do té ústí již mimo území obce i Klepáčský potok (s Jelením potokem), který odvodňuje západní část katastru pod horou Keprník. Jen osada Ramzová je odvodňována na sever tekoucím Ramzovským potokem, který patří do povodí Odry.
Území obce pokrývá ze 14 % zemědělská půda (4,5 % orná půda, 9 % louky a pastviny) a z 81,5 % les.

## Název
Původní jméno vesnice bylo Sparrenhau („kde se rubají klády“). Německými nářečními změnami vznikla podoba Sporenhau, jejíž první část byla chápána jako totožná se Sporn – „ostruha“. Podle tohoto významu vzniklo i koncem 19. století české Ostružná (předtím se krátce používalo v češtině Špornhava, Špernhau, Spornava).

## Historie
Vesnice Ostružná byla založena roku 1561 za Václava ze Zvole na jeho kolštejnském panství.
Brzy po založení byla ve vsi dědičná rychta, kostel a (luteránská) fara, která ovšem za třicetileté války zanikla. Ostružná zůstala součástí kolštejnského panství po celou dobu, kdy se střídali jeho majitelé – po Zvolských to byl v letech 1570-1581 Karel starší ze Žerotína, po něm Bruntálští z Vrbna, v letech 1615-1621 Hanuš Petřvaldský z Petřvaldu a poté až do 20. století Lichtenštejnové.
V roce 1784 byla ve vsi založena římskokatolická lokální kuracie, později povýšená na faru, a o deset let později byl dokončen nový kostel Zjevení Páně (svatých Tří králů). Farnost byla zrušena 1. října 2004. Škola v obci působila od 18. století.
Nejvýznamnějším hospodářským odvětvím obce bylo lesnictví – odsud byly spravovány rozsáhlé lesy kolštejnského panství, které po první pozemkové reformě přešly do majetku státu – a navazující dřevařská výroba. Významná pro rozvoj Ostružná byla rovněž dopravně výhodná poloha pod Ramzovským sedlem, kterým vedle silnice vedla od roku 1888 rovněž železniční trať. Nacházela se tu také jediná továrna na zinkové barvy v Rakousko-Uhersku.
Původní obyvatelé obce byli vesměs německé národnosti, teprve za první republiky zde vznikla česká menšina tvořená zejména drážními zaměstnanci. Politicky se obyvatelé za první republiky orientovali na křesťanské sociály a agrárníky. Po odsunu Němců po roce 1945 byla dosídlena jen částečně a dnes tu žije jen zlomek předválečného počtu obyvatel. Zemědělské pozemky převzal roku 194] státní statek v Branné (později ve Starém Městě) a rovněž správa státních lesů byla centralizována, což vedlo ke ztrátě zaměstnání v místě.
Od počátku obecního zřízení roku 1850 byla Ostružná samostatnou obcí, jejíž osadou byl Petříkov a od roku 1960 rovněž Ramzová. Od 1. července 1975 byla celá obec připojena k Branné, ale 23. listopadu 1990 se opět osamostatnila.
Vedle lesnictví se v Ostružné začal ve 20. století, a zejména v posledních dvaceti letech,[kdy?] rozvíjet cestovní ruch. Obec se tak stala významným zimním sportovním střediskem. Jak v samotné Ostružné, tak i v Ramzové a Petříkově vznikly rozsáhlé lyžařské areály. Na kopci jihozápadně od středu obce bylo postaveno šest větrných elektráren. Stavba proběhla v roce 1994, výkon elektráren je 6x500 kW, výška sloupů je 60 m, cena stavby v roce výstavby byla 150 milionů Kč.
Ostružná je členem Mikroregionu Jesenicko, svazku obcí vzniklého v roce 1999. Obec je také od roku 1993 členem Sdružení měst a obcí Jesenicka (SMOJ), které tvoří obce okresu Jeseník, a od roku 1997 Euroregionu Praděd.

### Správní vývoj
Správní příslušnost dnešní obce Ostružná od roku 1848
osady Ostružná a Petříkov
- 1848 markrabství moravské, kraj olomoucký, panství Kolštejn
- od 1. ledna 1850 do roku 1855 markrabství moravské, politický okres Šumperk, soudní okres Staré Město
- od roku 1855 do roku 1868 markrabství moravské, smíšený okres Staré Město
- od roku 1868 do 30. listopadu 1928 markrabství moravské / země moravská, politický okres Šumperk, soudní okres Staré Město
- od 1. prosince 1928 do 31. ledna 1949 země moravskoslezská, politický okres Šumperk, soudní okres Staré Město
  - kromě: od 1. října 1938 do května 1945 „sudetoněmecká území“, od 15. dubnam 1939 jako říšská župa Sudety / Reichsgau Sudetenland; (od 1. května 1939) vládní obvod Opava / Regierungsbezirk Troppau; (od 20. listopadu 1938) Landkreis Mährisch Schönberg, Amtsgericht Mährisch Altstadt
- od 1. ledna 1949 do 30. června 1960 Olomoucký kraj, okres Šumperk

osada Ramzová (v původním vymezení)
- 1848 vévodství slezské, kraj opavský, Niské knížectví, panství Frývaldov
- od 1. ledna 1850 do roku 1855 vévodství slezské, politický okres Frývaldov, soudní okres Frývaldov
- od roku 1855 do roku 1868 vévodství slezské, smíšený okres Frývaldov
- od roku 1868 do 30. listopadu 1928 vévodství slezské / země slezská, politický okres Frývaldov, soudní okres Frývaldov
- od 1. prosince 1928 do 31. ledna 1949 země moravskoslezská, politický okres Frývaldov (od 1947 Jeseník), soudní okres Frývaldov (od 1947 Jeseník)
  - kromě: od 1. října 1938 do května 1945 „sudetoněmecká území“, od 15. dubna 1939 jako říšská župa Sudety / Reichsgau Sudetenland; (od 1. května 1939) vládní obvod Opava / Regierungsbezirk Troppau; (od 20. listopadu 1938) Landkreis Freiwaldau, Amtsgericht Freiwaldau
  - od 31. května 1945 Slezská expozitura země Moravskoslezské
- od 1. ledna 1949 do 30. června 1960 Olomoucký kraj, okres Jeseník

celá obec Ostružná
- od 1. července 1960 do 31. prosince 1995 Severomoravský kraj, okres Šumperk
- od 1. ledna 1996 do 31. prosince 1999 Severomoravský kraj, okres Jeseník
- od 1. ledna 2000 Olomoucký kraj, okres Jeseník

### Vývoj počtu obyvatel
Počet obyvatel Ostružné podle sčítání nebo jiných úředních záznamů:
Celá obec Ostružná
| Rok            | 1869 | 1880 | 1890 | 1900 | 1910 | 1921 | 1930 | 1950 | 1961 | 1970 | 1980 | 1991 | 2001 |
| -------------- | ---- | ---- | ---- | ---- | ---- | ---- | ---- | ---- | ---- | ---- | ---- | ---- | ---- |
| Počet obyvatel | 1126 | 998  | 1011 | 947  | 969  | 874  | 878  | 403  | 230  | 195  | 143  | 123  | 154  |

1. ↑  z toho: 135 Čechů, Moravanů a Slezanů, 11 Slováků, 3 Němci; 50 řím.kat., 2 čsl.hus., 1 pravosl., 80 bez vyzn.

V obci Ostružná je evidováno 266 adres : 72 čísla popisná (trvalé objekty) a 194 čísla evidenční (dočasné či rekreační objekty). Při sčítání lidu roku 2001 zde bylo napočteno 45 domů, z toho 44 trvale obydlených.
Část obce Ostružná
| Rok            | 1834 | 1869 | 1880 | 1890 | 1900 | 1910 | 1921 | 1930 | 1950 | 1961 | 1970 | 1980 | 1991 | 2001 |
| -------------- | ---- | ---- | ---- | ---- | ---- | ---- | ---- | ---- | ---- | ---- | ---- | ---- | ---- | ---- |
| Počet obyvatel | 627  | 638  | 580  | 627  | 584  | 625  | 544  | 560  | 314  | 171  | 163  | 118  | 97   | 119  |

V samotné Ostružné je evidováno 149 adres: 52 čísla popisná (trvalé objekty) a 97 čísel evidenčních (dočasné či rekreační objekty). Při sčítání lidu roku 2001 zde bylo napočteno 32 domů, z toho 31 trvale obydlených.

### Církevní správa
Z hlediska římskokatolické církevní správy spadají:
- místní části Ostružná a Petříkov do farnosti Branná, která patří do děkanátu Šumperk arcidiecéze olomoucké (k 1. říjnu 2004 s ní byla sloučena dosud samostatná římskokatolická farnost Ostružná, ke které obě místní části patřily),
- místní část Ramzová do farnosti Lipová-lázně, která patří do děkanátu Jeseník diecéze ostravsko-opavské.[14]

Evangeličtí věřící patří k farnímu sboru v Jeseníku. Věřící Československé církve husitské patří k náboženské obci v Jeseníku, kde se nachází rovněž farnost pro pravoslavné věřící.

## Části obce
- Ostružná (k. ú. Ostružná)

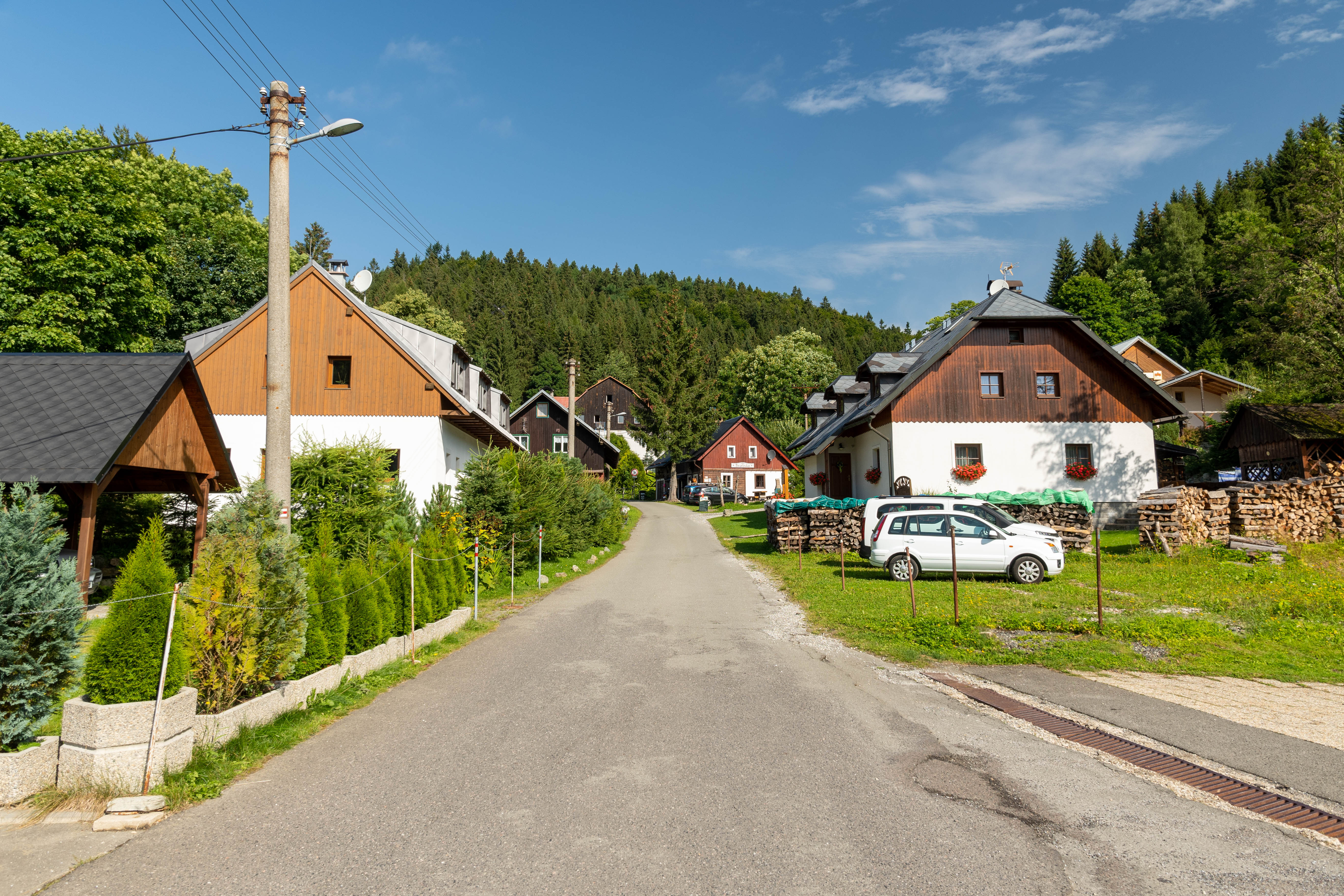
Petříkov v roce 2021

- Petříkov (k. ú. Petříkov u Branné)
- Ramzová (k. ú. Ostružná)

## Doprava
Ostružnou vede železniční trať Šumperk-Krnov. V obci je stanice Ostružná a zastávka Ramzová.
Obcí prochází silnice II/369 z Lipové-lázní směrem na Brannou a Hanušovice. Silnice III. třetí třídy spojuje samotnou Ostružnou s Petříkovem.

## Pamětihodnosti

### Kulturní památky
- římskokatolický farní kostel Zjevení Páně, pozdně barokní stavba z roku 1794. V něm dva obrazy Jana Kryštofa Handkeho – Klanění tří králů na hlavním oltáři a sb. Ondřej Velinský na bočním oltáři, oba s četnými pozdějšími přemalbami, pocházející ze zrušeného kostela P. Marie na Předhradí v Olomouci.[16]
- Boží muka (kulturní památka)

### Přírodní památky
Několik památných stromů:
- borovice limba u domu čp. 107
- lípa evropská ve spodní části obce
- lípa srdčitá v horní části obce pod lesem
- lípa velkolistá u lyžařského vleku

Na území Ostružné zasahují i:
- Národní přírodní rezervace Šerák-Keprník; ta zahrnuje též evropsky významnou lokalitu Keprník
- Chráněná krajinná oblast Jeseníky
- Ptačí oblast Jeseníky (pro jeřábka lesního a chřástala polního)

### Další stavby
- Mlýn v Ostružné, bývalý mlýn, č.p. 2